# Prix du meilleur documentaire de la Berlinale
Le Prix du meilleur documentaire de la Berlinale (Dokumentarfilmpreises) est un prix créé en 2017 remit à la Berlinale. 
Il récompense le meilleur documentaire du festival parmi toutes les sections du festival : Compétition, Panorama, Forum, Generation, Berlinale Special, Perspectives du cinéma allemand et les sélections spéciales. Il est remis par un jury de 3 personnes spécifique à ce prix. Le prix et sa donation de 50 000 € est assuré par l'horloger Glashütte Original. 
Il fait suite à l'édition 2016 où l'Ours d'or récompensa le documentaire Fuocoammare de Gianfranco Rosi

## Palmarès
| Année | Film                             | Réalisateur                                             | Pays                                       | Divers           |
| ----- | -------------------------------- | ------------------------------------------------------- | ------------------------------------------ | ---------------- |
| 2017  | La Chasse aux fantômes           | Raed Andoni                                             | France / Palestine / Suisse / Qatar        |                  |
| 2018  | Waldheims Walzer                 | Ruth Beckermann                                         | Autriche                                   |                  |
| 2019  | Talking About Trees              | Suhaib Gasmelbari                                       | France, Soudan, Tchad                      |                  |
| 2020  | Irradiés                         | Rithy Panh                                              | France                                     |                  |
| 2020  | Aufzeichnungen aus der Unterwelt | Tizza Covi et Rainer Frimmel                            | Autriche                                   | Mention spéciale |
| 2021  | Nous                             | Alice Diop                                              | France                                     |                  |
| 2021  | Les 54 premières années          | Avi Mograbi                                             | France, Finlande, Israël, Allemagne        | Mention spéciale |
| 2022  | Myanmar Diaries                  | The Myanmar Film Collective                             | Pays-Bas, Birmanie, Norvège                |                  |
| 2022  | Lagos Tanger, aller simple       | Ike Nnaebue                                             | Nigeria, Afrique du Sud, France, Allemagne | Mention spéciale |
| 2023  | L'écho                           | Tatiana Huezo Sánchez                                   | Mexique, Allemagne                         |                  |
| 2023  | Orlando, ma biographie politique | Paul B. Preciado                                        | France                                     | Mention spéciale |
| 2024  | No Other Land                    | Basel Adra, Hamdan Ballal, Yuval Abraham et Rachel Szor | Palestine, Norvège                         |                  |

## Jury
| Année | Juré           | Qualité      | Pays          |
| ----- | -------------- | ------------ | ------------- |
| 2017  | Daniela Michel | Critique     | Mexique       |
| 2017  | Laura Poitras  | Réalisatrice | États-Unis    |
| 2017  | Samir          | Réalisateur  | Irak / Suisse |

## Annexe